# Peter H. Nelde
Peter Hans Nelde (* 26. Januar 1942 in Schwerte; † 31. August 2007) war ein deutscher Sprachwissenschaftler und Hochschullehrer.

## Leben und Wirken
Nach seiner Reifeprüfung 1961 in Ibbenbüren studierte Peter H. Nelde Germanistik, Niederlandistik, Geschichte und Psychologie, zunächst von 1961 bis 1963 an der Universität Münster und bis 1967 an der Albert-Ludwigs-Universität Freiburg. Im Jahre 1967 promovierte er dort im Fach Germanistik bei Otto Basler. Von 1967 bis 1971 arbeitete er als wissenschaftlicher Assistent an der Universität Gent, von 1968 bis 1982 außerdem als Dozent am Höheren Institut für Übersetzer und Dolmetscher in Gent. 1976 übernahm er eine ordentliche Professur für Allgemeine und Deutsche Sprachwissenschaft an der Katholischen Universität Brüssel, die er bis zu seinem Tode innehatte.
Nelde beschäftigte sich vor allem mit der Soziolinguistik und entwickelte ein neues Gebiet hier, nämlich die Kontaktlinguistik. Außerdem arbeitete er über Mehrsprachigkeit, Minderheitensprachen und Sprachkonflikte.

## Veröffentlichungen (Auswahl)
- Flandern in der Sicht Hoffmanns von Fallersleben. Eine Untersuchung im Rahmen deutsch-flämischer Beziehungen im 19. Jahrhundert (= Bibliotheca belgica, Bd. 2). Oranje-Verl., Wilrijk 1967 (= Dissertation Universität Freiburg/Br.).
- (Übers.): R. F. Lissens / Flämische Literaturgeschichte. Böhlau, Köln 1970, ISBN 3-412-25770-2.
- Hoffmann von Fallersleben und die Niederlande (= Beschreibende Bibliographien, Bd. 3). Rodopi, Amsterdam 1972.
- Volkssprache und Kultursprache. Die gegenwärtige Lage des sprachlichen Übergangsgebietes im deutsch-belgisch-luxemburgischen Grenzraum (= Zeitschrift für Dialektologie und Linguistik, Beihefte, N.F., Bd. 31). Steiner, Wiesbaden 1979, ISBN 3-515-03134-0.
- (Hrsg.): Deutsch als Muttersprache in Belgien. Forschungsberichte zur Gegenwartslage (= Deutsche Sprache in Europa und Übersee, Bd. 5). Steiner, Wiesbaden 1979, ISBN 3-515-02993-1.
- Versuch einer Völkerverständigung. Hoffmann von Fallersleben und Flandern. Hoffmann-von-Fallersleben-Ges., Wolfsburg 1979.
- (Hrsg.): Sprachkontakt und Sprachkonflikt (= Zeitschrift für Dialektologie und Linguistik, Beihefte, N.F., Bd. 32). Steiner, Wiesbaden 1980, ISBN 3-515-03252-5.
- (Mithrsg.): Sprachprobleme bei Gastarbeiterkindern (= Tübinger Beiträge zur Linguistik, Bd. 167). Narr, Tübingen 1981, ISBN 3-87808-167-7.
- (Hrsg.): Gegenwärtige Tendenzen der Kontaktlinguistik (= Plurilingua, Bd. 1). Dümmler, Bonn 1983, ISBN 3-427-64011-6.
- (Hrsg.): Theorie, Methoden und Modelle der Kontaktlinguistik (= Plurilingua, Bd. 2). Dümmler, Bonn 1983, ISBN 3-427-64021-3.
- (Hrsg.): Vergleichbarkeit von Sprachkontakten (= Plurilingua, Bd. 3). Dümmler, Bonn 1983, ISBN 3-427-64031-0.
- (Hrsg.): Mehrsprachigkeit (= Plurilingua, Bd. 4). Dümmler, Bonn 1984, ISBN 3-427-64041-8.
- (Hrsg.): Urban language conflict (= Plurilingua, Bd. 7). Dümmler, Bonn 1989, ISBN 3-427-64071-X.
- (Hrsg.): Historische Sprachkonflikte (= Plurilingua, Bd. 8). Dümmler, Bonn 1989, ISBN 3-427-64081-7.
- (Hrsg.): Language attitudes and language conflict (= Plurilingua, Bd. 9). Dümmler, Bonn 1990, ISBN 3-427-64091-4.
- (Hrsg.): Language conflict and minorities (= Plurilingua, Bd. 10). Dümmler, Bonn 1990, ISBN 3-427-64101-5.
- (Hrsg.): Minderheiten und Sprachkontakt (= Sociolinguistica, Bd. 4). Niemeyer, Tübingen 1990, ISBN 3-484-60346-1.
- (Hrsg.): Deutsch als Muttersprache in Ungarn (= Deutsche Sprache in Europa und Übersee, Bd. 13). Steiner, Tübingen 1990, ISBN 3-515-05231-3.
- (Mithrsg.): Interkulturelle Mehrsprachigkeit. Eine kontaktlinguistische Umfrage in Fünfkirchen (= Plurilingua, Bd. 11). Dümmler, Bonn 1991, ISBN 3-427-64111-2.
- (Hrsg.): Mehrsprachigkeitskonzepte in den Schulen Europas (= Sociolinguistica, Bd. 7). Niemeyer, Tübingen 1993, ISBN 3-484-60388-7.
- (Mithrsg.): Kontaktlinguistik. Zwei Bände (= Handbücher zur Sprach- und Kommunikationswissenschaft, Bd. 12). de Gruyter, Berlin 1996–1997.
- (Hrsg.): Einsprachigkeit ist heilbar. Überlegungen zur neuen Mehrsprachigkeit Europas (= Sociolinguistica, Bd. 11). Niemeyer, Tübingen 1997, ISBN 3-484-60413-1.
- (Mithrsg.): Die Zukunft der europäischen Soziolinguistik (= Sociolinguistica, Bd. 14). Niemeyer, Tübingen 2000, ISBN 3-484-60431-X.
- (Hrsg.): Sprachpolitik und kleine Sprachen (= Sociolinguistica, Bd. 16). Niemeyer, Tübingen 2002, ISBN 3-484-60449-2.
- (Hrsg.): Mehrsprachigkeit, Minderheiten und Sprachwandel (= Plurilingua, Bd. 28). Asgard, St. Augustin 2004, ISBN 3-537-86430-2.
- (Mithrsg.): Perspektiven der Soziolinguistik (= Sociolinguistica, Bd. 20). Niemeyer, Tübingen 2006, ISBN 3-484-60484-0.

Festschrift
- Ulrich Ammon (Hrsg.): Sprachliche Folgen der EU-Erweiterung (= Sociolinguistica, Bd. 21). Niemeyer, Tübingen 2007, ISBN 978-3-484-60490-2.